# Бланковий індосамент
Бла́нковий індосаме́нт (англ. blank endorsement) — форма індосаменту, при якій індосант ставить свій підпис без зазначення особи, котрій передається вексель. У такому разі вексель стає документом на пред'явника і може передаватися далі шляхом простого вручення іншим особам. Проте векселедержатель може перетворити такий вексель в ордерний (або іменний) шляхом вписання над бланковому індосаменту слів: "Платіть за наказом (найменування особи, якій передається вексель)".